# 菱沼千明
菱沼 千明（ひしぬま ちあき、1947年 - 2024年6月28日）は、日本の工学者。東京工科大学名誉教授。工学博士。専門分野は、コールセンター、CRM、コンピュータテレフォニーなど。

## 経歴
慶應義塾大学大学院工学研究科博士課程修了後、日本電信電話公社武蔵野電気通信研究所に勤務する。同研究所基礎研究部研究主任などを経て、1994年にNTTテレマーケティング取締役となる。1997年にNTTソフトウェア取締役となった後、2002年から東京工科大学工学部情報工学科教授に就任した。2003年より同大コンピュータサイエンス学部教授。2005年から同大大学院バイオ･情報メディア研究科アントレプレナー専攻教授、日本テレマーケティング協会会長を務める。
2013年3月に退職。2013年4月から東京工科大学名誉教授の称号授与。
2024年6月28日に死去。76歳没。

## 略歴
- 1970年 慶應義塾大学工学部電気工学科卒業
- 1975年 慶應義塾大学大学院工学研究科博士課程修了。日本電信電話公社武蔵野電気通信研究所基礎研究部研究主任
- 1979年 日本電信電話公社武蔵野電気通信研究所基幹交換研究部研究専門調査員、室長補佐
- 1985年 NTTNTT横須賀電気通信研究所研究専門調査役
- 1987年 NTTネットワークシステム開発センタ主幹技師
- 1991年 NTT交換システム研究所研究企画部長
- 1992年 NTT東京東支店長
- 1994年 NTTテレマーケティング株式会社取締役
- 1997年 NTTソフトウェア株式会社取締役
- 2002年 東京工科大学工学部教授
- 2003年 東京工科大学コンピュータサイエンス学部教授
- 2005年 東京工科大学大学院バイオ･情報メディア研究科アントレプレナー専攻教授
- 2013年 東京工科大学名誉教授

## 受賞歴
- 1984年 日本電信電話公社総裁表彰（梶井賞）[2]

## 著書
- 『電話番号のはなし―今、電話は最大の通信・情報ツールだ!』(ハイテクブックシリーズ)、電波新聞社、1991年9月、ISBN 4-8855-4305-3
- 『電話機のすべて―これで貴方も電話機博士になれる』(ハイテクブックシリーズ)、電波新聞社、1991年10月、ISBN 4-8855-4306-1
- 『通信サービスのしくみ―交換機からマルチメディア通信まで』(ハイテクブックシリーズ)、電波新聞社、1994年6月、ISBN 4-8855-4419-X
- 『あなたの?(ぎもん)を解消する ISDNパーフェクトガイド』、高橋書店、1996年11月、ISBN 4-4713-3501-4
- 『ISDN完全ガイド』、高橋書店、1998年4月、ISBN 4-4713-3503-0
- 『手にとるように通信ネットワークがわかる本―「通信ビッグバン」で何が変わるのか?』 (Personal computer beginner’s series 16) 、かんき出版、1998年5月、ISBN 4-7612-5709-1
- 『『コールセンター』のすべて―企画から運用まで 顧客リレーションシップへの挑戦』、リックテレコム、2000年3月、ISBN 4-8979-7443-7
- 『手にとるように通信のことがわかる本』、かんき出版、2001年4月、ISBN 4-7612-5927-2
- 『続『コールセンター』のすべて―コールセンターの悩みとその解決法 eCRMへの挑戦‐実践編』、 リックテレコム、2001年8月、ISBN 4-8979-7704-5